# Как действует комар
«Как действует комар» (англ. How a Mosquito Operates) — немой мультипликационный фильм американского карикатуриста и художника-мультипликатора Уинзора Маккея, появившийся в январе 1912 года. Фильм является вторым из созданных Маккеем, и рассказывает о гигантском комаре, который досаждает спящему человеку. Мультфильм является примером ранней анимации, его отличает высокое техническое качество и реалистичность, превосходящие другие произведения жанра начала XX века. Следующей работой Маккея стал его самый знаменитый фильм — «Динозавр Герти».
Маккей имел репутацию высокотехничного карикатуриста, в чём можно убедиться в серии комиксов для детей «Маленький Немо в стране снов» (1905–1911). Начиная с 1906 года Маккей демонстрировал свои способности перед аудиторией, рисуя мелом на доске различные сцены и меняя их по ходу представления. Увидев однажды у своего сына Боба кинеограф, Маккей решил заняться мультипликацией.
Свой первый мультфильм «Маленький Немо» (англ. Little Nemo), Маккей закончил в 1911 году и использовал его во время представления на сцене. Успех у публики побудил его создать следующий мультфильм — «Как действует комар», в котором показано, как комар пьёт кровь спящего человека, брюхо насекомого реалистично разбухает и, наконец, лопается. Сравнимое качество анимации было достигнуто только в полнометражных фильмах студии Walt Disney, вышедших в 1930-е годы.